# Канатная дорога Железна студенка — Колиба

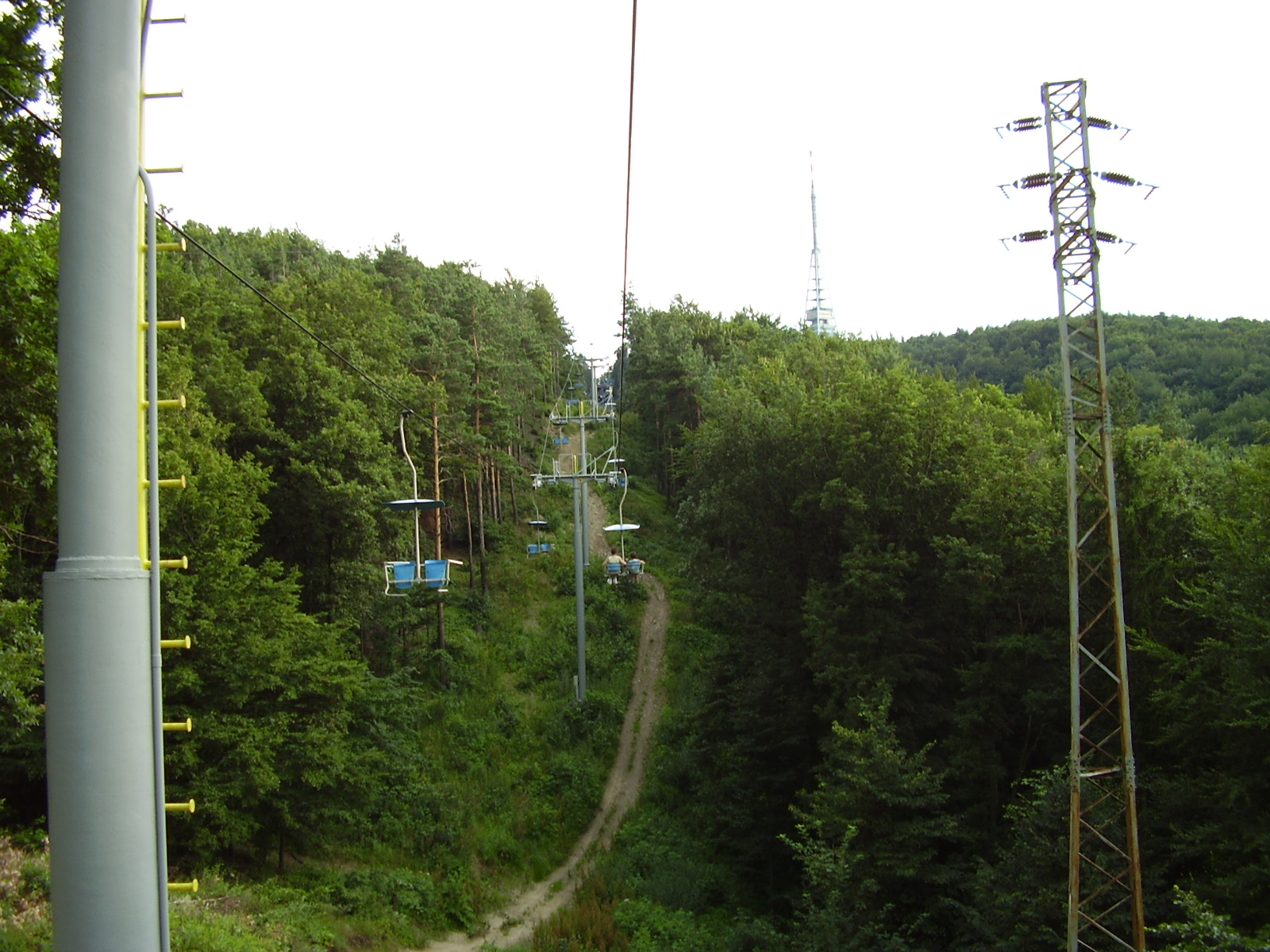
Канатная дорога из города в Колибу, с телебашней Камзик на заднем плане

Канатная дорога Железна студенка — Колиба — однотросовая канатная дорога, построенная по замкнутой схеме. На тросе фиксировано прикреплены люльки на два кресла. Обеспечивает сообщение в Братиславе, Словакия, между Братиславским лесным парком в районе Братислава III и микрорайоном Колиба, района Нове-Место, где расположена телебашня Камзик.
Производство компании Transporta Chrudim, тип канатки SL-2. Система правосторонняя, тягловой диск помещён в нижней станции (станция Железна студенка). Система натяжения расположена в верхней станции (станция Колиба). Сила напряжения составляет 13 548 кг, что соответствует силе 135,48 кН. Конструктивная пропускная способность 393 человека в час, оптимальная пропускная способность 342 чел/ч. Нижняя станция находится на высоте 236 метров от уровня моря, верхняя в 420 м. Наклонная длина кабеля 988,4 метров, горизонтальная длина 970,7 метров, высота составляет 186 метров со средним углом наклона 10°53'. Рассчитанная скорость составляет 2,25 м/с, обычная скорость 1,5 м/с, с максимальной скоростью 2,0 м/с. Скорость аварийного привода 0,5 м/с.
Введена в эксплуатацию 11 июля 1972 года, на следующий день была открыта для общественного использования. Прекратила работу 26 февраля 1989 года. 7 августа 2004 года начались работы по реконструкции, которые продолжались по сентябрь 2005 года. Второе открытие состоялось 30 сентября 2005 года.

## Галерея

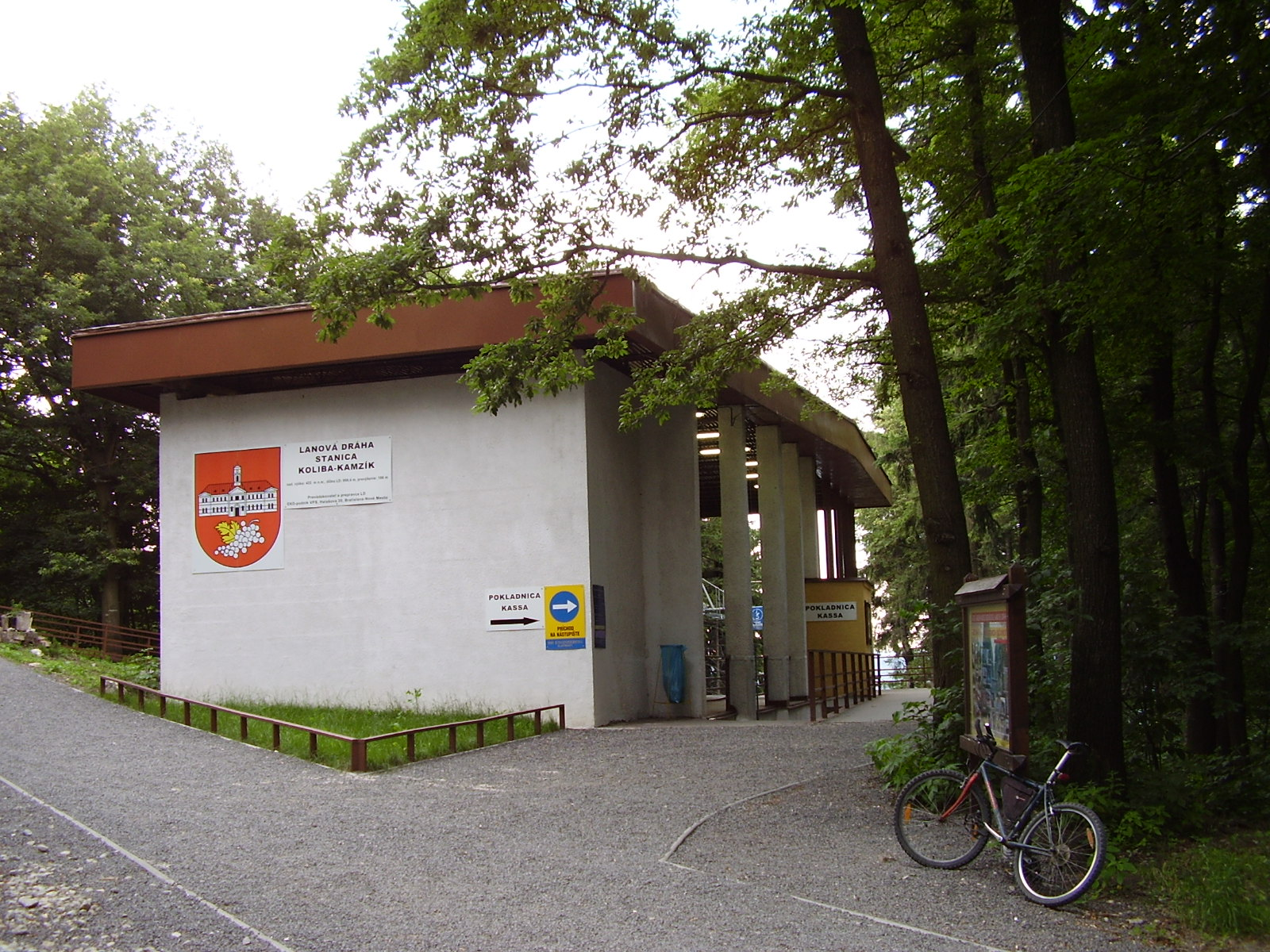
Станция «Колиба-Камзик»
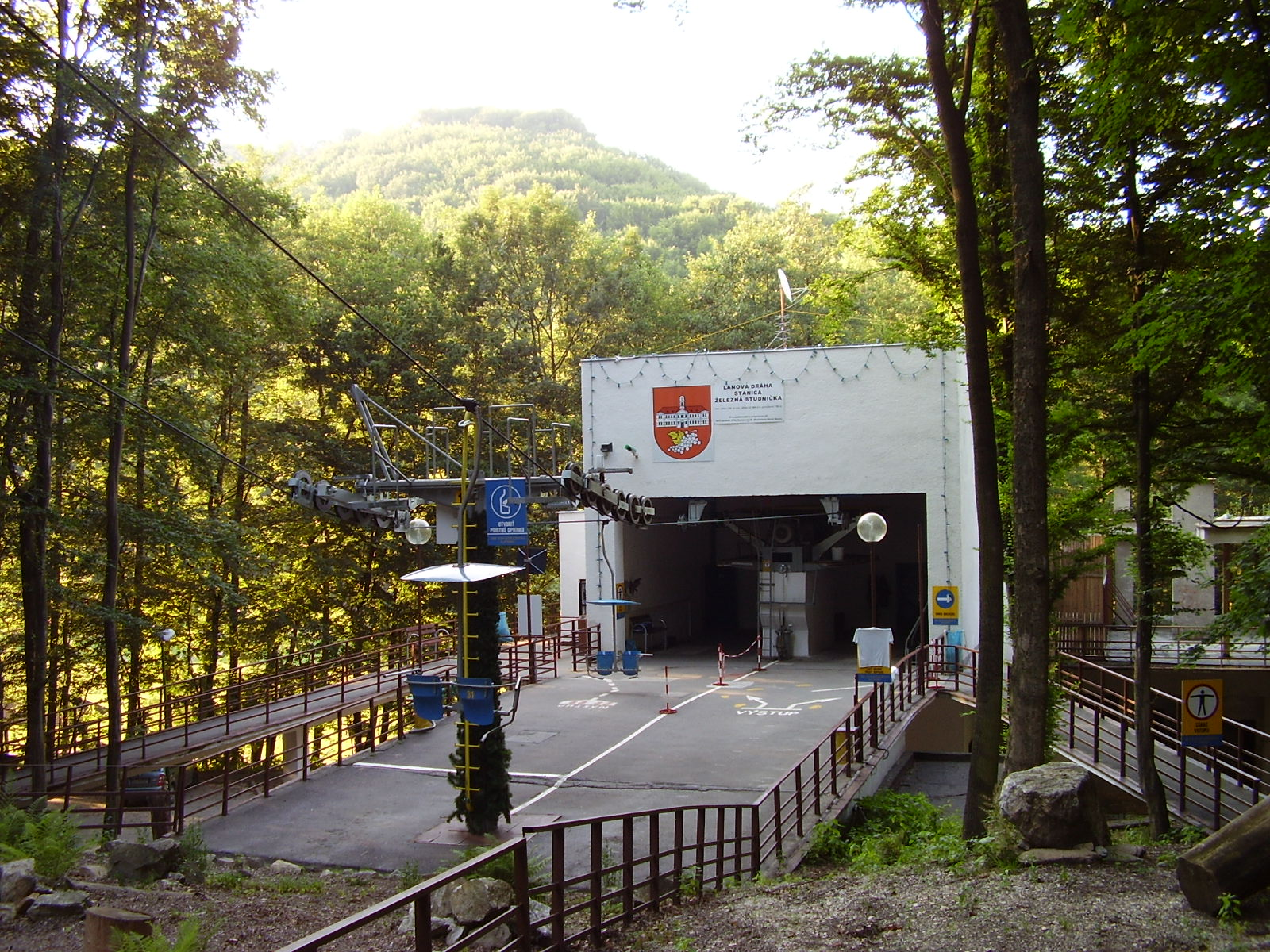
Станция «Железна студенка»